# Seinei
Seinei (japonsky 清寧天皇, Seinei-tennō, 444 – 27. února 484) byl legendární dvacátý druhý japonský císař podle tradičního seznamu panovníků.
K období života a vlády tohoto císaře nelze přiřadit žádná pevná data, ale všeobecně panuje názor, že vládl od roku 480 do roku 484.

## Legenda
Má se za to, že císař Seinei panoval v Japonsku koncem 5. století. Vzhledem k nedostatku podkladů však není možné tuto skutečnost důkladněji probádat a ověřit. Prvním japonským císařem, jemuž je současná historiografie schopna přiřadit ověřitelná data, je totiž až 29. císař Kinmei, který pravděpodobně vládl mezi roky 539–571. Běžně přijímaná jména prvních císařů však byla schválena jako „tradiční“ až za vlády císaře Kammua (737–806), jenž byl 50. císařem dynastie Jamato.
Podle kronik Kodžiki a Nihonšoki byl Seinei synem císaře Júrjakua a jeho konkubíny Kacuragi no Karahime (葛城韓媛). Jeho rodné jméno znělo Širaka (白髪皇子) a měl sestru princeznu Takuhatahime. Měl prý od narození bílé vlasy. Po otcově smrti 8. září 479 se mu roku 480 podařilo potlačit povstání svého bratra prince Hošikawy, který si dělal nárok na trůn, a nastoupit na Chryzantémový trůn po svém otci.
Seineiův titul by dnes nezněl tennó, neboť, jak se mnozí historikové domnívají, tento titul byl zaveden až za vlády císaře Temmu a císařovny Džitó. Spíš by zněl Sumeramikoto či Amenošita Širošimesu Ókimi (治天下大王), což znamená „velký král vládnoucí všemu pod nebesy“. Mohl by také být nazýván ヤマト大王/大君 neboli „velký král dynastie Jamato“.
Císař Seinei po sobě sice nezanechal žádné dědice, ale během jeho vlády se přihlásili jeho dva „ztracení“ bratranci, vnuci 17. císaře Ričúa, Oke a Woke, kteří byli nuceni prchnout a skrývali se, poté co císař Júrjaku zastřelil na lovecké výpravě jejich otce. Seinei je vyzval, aby se vrátili ke dvoru, a oba je adoptoval jako své syny a dědice. Tak mohl každý z nich nastoupit na trůn jako Seineiův dědic. Po vzájemné dohodě tak jako první učinil mladší Woke, jenž vešel ve známost jako císař Kenzó, a po jeho smrti i starší Oke, který vládl Japonsku jako císař Ninken.
Místo, kde byl císař Seinei pohřben, není známo. Císař je proto tradičně uctíván v pamětní šintoistické svatyni v Ósace. Úřad pro záležitosti japonského císařského dvora stanovil toto místo jako císařovo mauzoleum. Jeho formální jméno zní Kawači no Sakado no hara no misasagi.